# Kyrgyzská Wikipedie
Kyrgyzská Wikipedie (kyrgyzsky Кыргыз Уикипедиясы) je jazyková verze Wikipedie v kyrgyzštině. Její provoz byl zahájen v roce 2002. V lednu 2022 obsahovala přes 81 000 článků a pracovali pro ni 3 správci. Registrováno bylo přes 31 000 uživatelů, z nichž bylo asi 110 aktivních. V počtu článků byla 78. největší verze Wikipedie.